# Jerzy Jętkiewicz
Jerzy Tomasz Jętkiewicz ps. „Żegota” (ur. 22 września 1925 w Warszawie, zm. 30 marca 1953 tamże) – plutonowy podchorąży, żołnierz AK, uczestnik powstania warszawskiego.

## Okres okupacji niemieckiej
Syn Henryka i Janiny. Rodzina Jętkiewiczów zaangażowana była w działalność konspiracyjną (m.in. także w pomoc Żydom). Uczęszczał na tajne komplety gimnazjalne, działał w konspiracji, był żołnierzem batalionu „Odwet” Armii Krajowej oraz ukończył tajną podchorążówkę. W 1942 skierowany został do partyzantki na terenie Wileńszczyzny, gdzie walczył w oddziale mjr. „Łupaszki”. Wiosną 1943 został aresztowany w Wilnie przez Niemców i wywieziony w głąb Niemiec. Po ucieczce powrócił wiosną 1944 do Warszawy. W powstaniu warszawskim walczył w batalionie „Odwet” na Kolonii Staszica i na linii ul. Noakowskiego. Po kapitulacji wywieziony został do stalagu X B Sandbostel w Niemczech.

## Okres powojenny, śmierć
Po zakończeniu wojny odnalazł rodzinę w Płocku. Aresztowany przez UB, przez 3 miesiące był więziony. Po odzyskaniu wolności wyjechał na Zachód. Przez kilka lat mieszkał i pracował we Francji. W 1951 powrócił do kraju, aresztowany przez Rosjan w strefie nadgranicznej i przekazany do UB. Po ciężkim śledztwie w więzieniu mokotowskim w Warszawie skazany w grudniu 1952 na karę śmierci. Prezydent Bierut nie skorzystał z prawa łaski. Wyrok wykonano 30 marca 1953. Po wieloletnich staraniach rodzinie udało się ustalić miejsce pochówku w Kwaterze „na Łączce”, gdzie na ogólnym pomniku znajduje się także jego klepsydra.